# Walk Away (Alle Farben)
Walk Away è un singolo del DJ tedesco Alle Farben, pubblicato il 29 marzo 2019 come quinto estratto dal terzo album in studio Sticker on My Suitcase.

## Descrizione
Il brano ha visto la partecipazione canora del cantautore britannico James Blunt. Scritta da Daniel Deimann, Darren Lewis, Dean Bremerich, Dustin Bremerich, Frans Zimmer, Iyiola Babalola, James Blunt, Kevin Zuber, Maciej Puchalski e Wayne Hector, la canzone è entrata nella top 100 della classifica tedesca dei singoli.

## Video musicale
Il video musicale del brano, diretto da Andzej Gavriss, è stato reso disponibile su YouTube il 3 aprile 2019.

## Tracce
Download digitale
(29 marzo 2019)
1. Walk Away (feat. James Blunt) – 3:16

Download digitale – Remix
(10 maggio 2019)
1. Walk Away (feat. James Blunt) (Martin Jensen Remix) – 3:46

The Remixes – EP
(10 maggio 2019)
1. Walk Away (feat. James Blunt) (Mark Bale Remix) – 3:56
2. Walk Away (feat. James Blunt) (ATB Remix) – 6:15
3. Walk Away (feat. James Blunt) (B-Case Remix) – 3:30
4. Walk Away (feat. James Blunt) (Oliver Moldan Remix) – 5:12

## Classifiche
| Classifica (2019) | Posizione massima |
| ----------------- | ----------------- |
| Germania          | 98                |
| Russia            | 217               |
| Ucraina           | 36                |